# Counter-Strike: Global Offensive
A Counter-Strike: Global Offensive (röviden: CS:GO) online csapatalapú first-person shooter, amelyet a Valve Corporation és a Hidden Path Entertainment fejleszt, akik korábban a Counter-Strike: Source frissítéseiért is feleltek. Ez a negyedik része a Counter-Strike sorozatnak, leszámítva a Counter-Strike: Neo és a Counter-Strike: Online játékokat.
A Global Offensive kiadási időpontja 2012. augusztus 21. Microsoft Windows, OS X, PlayStation 3, Xbox 360 és Linux platformokon egyaránt. A hagyományos pályák mellett újabbak is megjelennek az új szereplők, fegyverek és játékmódok mellett. A játék továbbá támogatja a meccskészítést és ranglistákat is vezet. Kezdetben cross-platform többjátékos módot terveztek, ám ezt a későbbiekben elvetették. A PlayStation 3 változat DualShock 3 kontroller mellett USB-s egér és billentyűzet, illetve PlayStation Move támogatásban is részesült. 2018. december 6-án ingyenessé vált, illetve egy új, Battle Royale játékmód került bele a játékba. 2023. szeptember 27-én a játékot a Counter Strike 2 váltotta fel Steam-en.

## Játékmenet
Játékmenetét tekintve kompetitív jellegű. A sorozat többi tagjaihoz hasonlóan a játékban két csapat méri össze az erejét, a terroristák (T-k) és a terrorelhárítók (CT-k). A Counter-Strike sorozat klasszikus bombalerakós és túszos játékmódja (5 játékos 5 ellen, 30 körös meccs/10 játékos 10 ellen, 15 körös meccs) mellett más játékmódok is játszhatóak: Fegyververseny (Arms Race), Demolition, Deathmatch, Veszélyzóna (Danger Zone, Battle Royale mód), Szárnysegéd (Wingman, 2v2) és Repülő Felderítő (Flying Scoutsman).

## A játék e-sportként

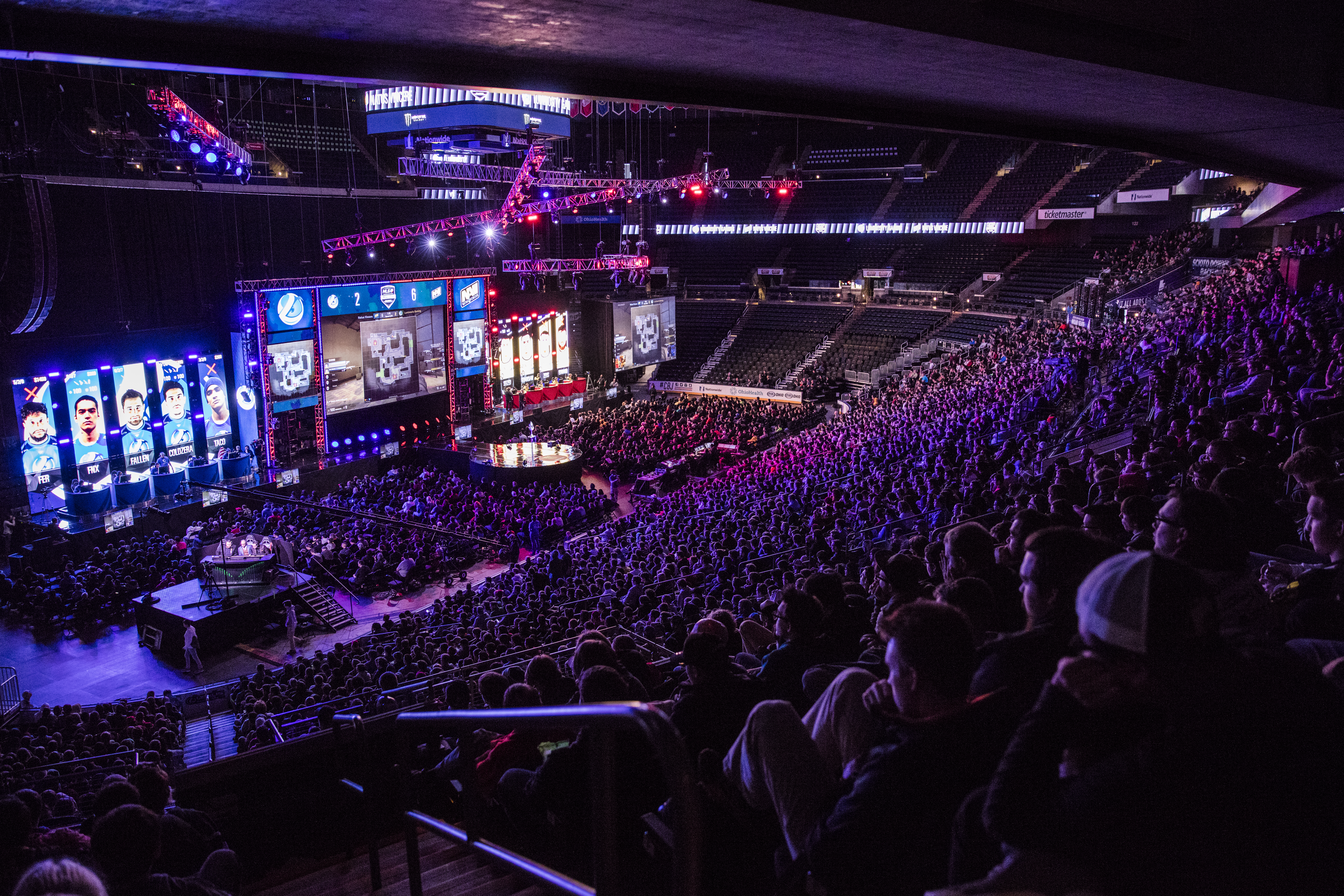
A Na´Vi és a Luminosity csapat mérkőzése a 2016-os MLG Columbus döntőjében

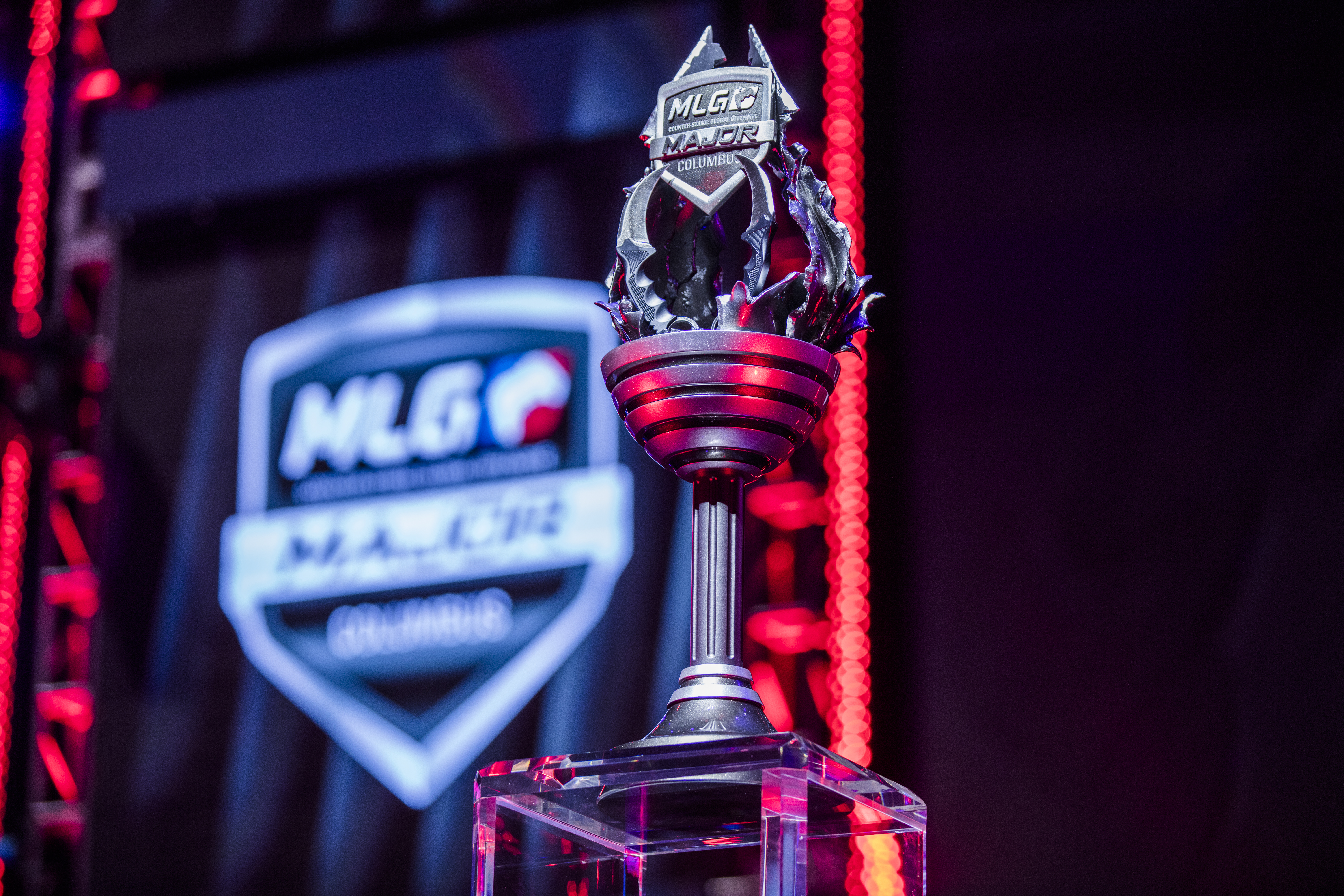
Az MLG Columbus győztesének járó trófea

A játék az e-sportok terén a legnépszerűbb játékok közé sorolható. Évente több kisebb bajnokságot, illetve 1-2, Valve által szponzorált bajnokságokat, úgynevezett major eseményeket szerveznek. Eddig 12 ilyen esemény valósult meg, ebből 9 Európában (háromszor Kölnben, kétszer Jönköpingben, kétszer Katowicében, egyszer Kolozsváron és egyszer Krakkóban), három pedig az Amerikai Egyesült Államokban (Columbusban, Atlantában és Bostonban). A világ bármely pontjáról kvalifikálhatják magukat a csapatok a helyi minor bajnokságokon, hogy ők lehessenek a 16 részt vevő csapat egyike. A major versenyek összdíjazása eredetileg 250 000 $ volt, de ezt a Valve 2016. február 23-án 1 000 000 $-ra növelte. A nyolcadik major eseményt, az MLG Columbus-t 2016. március 29-e és április 4-e között rendezték meg. Ezt az eseményt 1,6 millió néző nézte egyidejűleg, valamint az esemény alatt a nézők összesen 45 millió órányi közvetítést néztek meg. A kilencedik major verseny az ESL One Cologne volt, ahol az SK Gaming csapat megvédte Columbus-ban szerzett címét. Ezt 2016. július 5-étől 10-éig rendezték meg Kölnben, a Lanxess Arénában. A tizedik major versenyt, az ELEAGUE Major-t 2017. január 22-e és 29-e között rendezték meg Atlantában, Georgia államban. A NaVi 2023-ban nyert először világbajnokságot.
| Év   | #  | Időpont                      | Bajnokság                           | Helyszín                               | Összdíjazás | Csapatok száma | Győztes           | Második helyezett | Harmadik helyezettek         |
| ---- | -- | ---------------------------- | ----------------------------------- | -------------------------------------- | ----------- | -------------- | ----------------- | ----------------- | ---------------------------- |
| 2013 | 1  | november 28. november 30.    | DreamHack Winter 2013               | Jönköping, Svédország                  | 250 000 $   | 16             | Fnatic            | Ninjas in Pyjamas | compLexity Gaming VeryGames  |
| 2014 | 2  | március 13. március 16.      | ESL Major Series One: Katowice 2014 | Katowice, Lengyelország                | 250 000 $   | 16             | Virtus.pro        | Ninjas in Pyjamas | Team Dignitas LGB eSports    |
| 2014 | 3  | augusztus 14. augusztus 17.  | ESL One: Cologne 2014               | Köln, Németország                      | 250 000 $   | 16             | Ninjas in Pyjamas | Fnatic            | Team Dignitas Team LDLC.com  |
| 2014 | 4  | november 27. november 29.    | DreamHack Winter 2014               | Jönköping, Svédország                  | 250 000 $   | 16             | Team LDLC.com     | Ninjas in Pyjamas | Virtus.pro Natus Vincere     |
| 2015 | 5  | március 12. március 15.      | ESL One: Katowice 2015              | Katowice, Lengyelország                | 250 000 $   | 16             | Fnatic            | Ninjas in Pyjamas | Team EnVyUs Virtus.pro       |
| 2015 | 6  | augusztus 20. augusztus 23.  | ESL One: Cologne 2015               | Köln, Németország                      | 250 000 $   | 16             | Fnatic            | Team EnVyUs       | Team SoloMid Virtus.pro      |
| 2015 | 7  | október 28. november 1.      | DreamHack Open Cluj-Napoca 2015     | Kolozsvár, Románia                     | 250 000 $   | 16             | Team EnVyUs       | Natus Vincere     | G2 Esports Ninjas in Pyjamas |
| 2016 | 8  | március 29. április 3.       | MLG Major Championship: Columbus    | Columbus, Ohio                         | 1 000 000 $ | 16             | Luminosity Gaming | Natus Vincere     | Astralis Team Liquid         |
| 2016 | 9  | július 5. július 10.         | ESL One: Cologne 2016               | Köln, Németország                      | 1 000 000 $ | 16             | SK Gaming         | Team Liquid       | Virtus.pro Fnatic            |
| 2017 | 10 | január 22. január 29.        | ELEAGUE Major Atlanta 2017          | Atlanta, Georgia                       | 1 000 000 $ | 16             | Astralis          | Virtus.pro        | Fnatic SK Gaming             |
| 2017 | 11 | július 16. július 23.        | PGL Major Kraków 2017               | Krakkó, Lengyelország                  | 1 000 000 $ | 16             | Gambit Esports    | Immortals         | Astralis Virtus.pro          |
| 2018 | 12 | január 12. január 28.        | ELEAGUE Major Boston 2018           | Atlanta, Georgia Boston, Massachusetts | 1 000 000 $ | 24             | Cloud9            | FaZe Clan         | Natus Vincere SK Gaming      |
| 2018 | 13 | szeptember 5. szeptember 23. | FACEIT Major London 2018            | London, Egyesült Királyság             | 1 000 000 $ | 24             | Astralis          | Natus Vincere     | MIBR Team Liquid             |
| 2019 | 14 | február 14. március 3.       | IEM Katowice Major 2019             | Katowice, Lengyelország                | 1 000 000 $ | 24             | Astralis          | ENCE eSports      | MIBR Natus Vincere           |
| 2019 | 15 | augusztus 20. szeptember 8.  | StarLadder Berlin Major 2019        | Berlin, Németország                    | 1 000 000 $ | 24             | Astralis          | AVANGAR           | Renegades NRG Esports        |
| 2020 | 16 | május 11. május 24.          | ESL One Rio Major 2020              | Rio de Janeiro, Brazília               | $2,000,000  | 24             | -                 | -                 | -                            |
| 2021 | 17 | október 26. november 7.      | PGL Major Stockholm 2021            | Stockholm, Svédország                  | $2,000,000  | 24             | Natus Vincere     | G2 Esports        | Gambit Esports               |
| 2022 | 18 | május 9. május 22.           | PGL Major Antwerp                   | Antwerp, Belgium                       | $1,000,000  | 24             | FaZe Clan         | Natus Vincere     | Team Spirit                  |
| 2022 | 19 | október 31. november 13.     | Intel Extreme Masters Rio Major     | Rio de Janeiro, Brazília               | $1,250,000  | 24             | Outsiders         | Heroic            | MOUZ                         |
| 2023 | 20 | május 8. május 21.           | BLAST.tv Paris Major                | Párizs. Franciaország                  | $1,250,000  | 24             | Vitality          | GamerLegion       | Heroic                       |